# 盒果藤
盒果藤（学名：Operculina turpethum）是旋花科盒果藤属的植物。分布於台湾岛以及中国大陆的广东、云南、广西等地，生长于海拔500米至520米的地区，多生于山谷路旁、溪边或灌丛阳处，目前尚未由人工引种栽培。盒果藤根皮可用作瀉藥。

## 别名
紫翅藤（广东） 松筋藤、红薯藤、软筋藤（广西）

## 参考文献

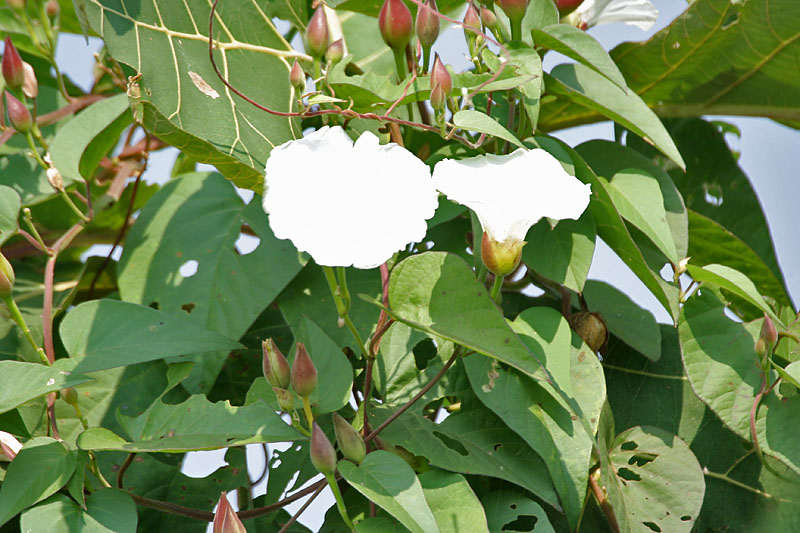